# Albaniens U19-herrlandslag i fotboll
Albaniens U19-herrlandslag i fotboll är det nationella fotbollslaget för personer i 19 års ålder och administreras av Federata Shqiptare e Futbollit.